# Les Mordus du juke-box
Pour plus de détails, voir Fiche technique et Distribution.
Les Mordus du juke-box (I ragazzi del juke-box) est un musicarello italien réalisé en 1959 par Lucio Fulci.

## Synopsis
La jeune fille d'un chef de maison de disques reprend l'entreprise après l'arrestation de son père et l'utilise pour promouvoir les groupes musicaux qu'elle aime.

## Fiche technique
- Titre français : Les Mordus du juke-box ou Rock, twist et dolce vita[3]
- Titre original : I ragazzi del juke-box
- Réalisateur : Lucio Fulci
- Sujet : Lucio Fulci, Piero Vivarelli, Vittorio Vighi
- Scénario : Lucio Fulci, Piero Vivarelli, Vittorio Vighi
- Photographie : Carlo Montuori
- Musique : Eros Sciorilli
- Costumes : Grazia Lusignoli
- Décor : Ottavio Scotti
- Montage : Gabriele Varriale
- Son : Franco Groppioni
- Production : Era Cinematografica
- Distribution : Lux Film
- Genre : Musicarello
- Durée : 102 min
- Pays de production :  Italie
- Date de sortie : 
  - Italie : 13 août 1959[4]
  - France : 25 février 1966[3]

## Distribution
- Mario Carotenuto : commandant Cesari
- Elke Sommer : Giulia Cesari
- Anthony Steffen : Paolo Macelloni
- Giacomo Furia : Gennarino
- Yvette Masson : Maria Davanzale
- Fred Buscaglione : Fred
- Adriano Celentano : Adriano
- Betty Curtis : Betty Dorys
- Gianni Meccia : Jimmy
- Tony Dallara : Tony Bellaria
- Giuliano Mancini : Jimmy
- Karin Well : fille au club
- Umberto D'Orsi
- Enzo Garinei
- Ornella Vanoni
- Carlotta Barilli